# Chen Po-wei

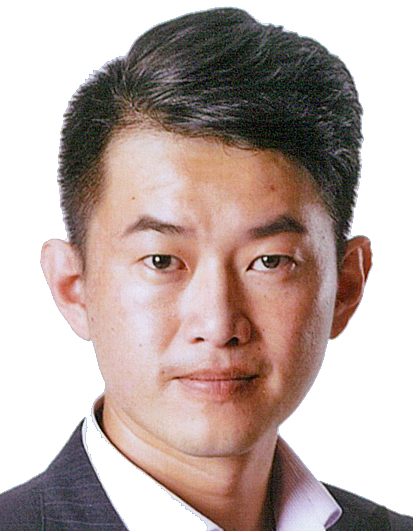
Chen Po-wei (2019)

Chen Po-wei (chinesisch 陳柏惟, Pinyin Chén Bówéi; geboren am 10. Juli 1985 in Kaohsiung), Spitzname 3Q (gesprochen: san kiu), ist ein taiwanischer Filmemacher, Moderator und Politiker der Taiwanischen Staatsbildungspartei (TSP). 
Bei der Parlamentswahl 2020 wurde er als erster und bislang einziger Kandidat seiner Partei in das taiwanische Parlament, den Legislativ-Yuan gewählt. Am 23. Oktober 2021 wurde Chen durch einen Volksentscheid in seinem Wahlbezirk der Sitz im Parlament entzogen. Damit ist Chen der erste Parlamentarier, der in Taiwan erfolgreich des Amtes enthoben wurde.

## Leben
Chen war vor seinem Einstieg in die Politik in der Film-Postproduktion sowie als Moderator von Fernsehprogrammen tätig und nach eigenen Angaben in verschiedenen Funktionen an mehr als 20 Filmen beteiligt, unter anderem an den Produktionen KANO (2014) und Cold War 2 (2016). 2018 war er executive producer des Animationsfilms On Happiness Road (幸福路上). In den Jahren 2017/2018 wirkte er als Produzent und Moderator bei dem populären Fernsehprogramm  Die Taiwan-Akademie – hallo Chef (民視台灣學堂 頭家你好) des Senders Formosa TV mit.
Der politikinteressierte Chen trat Ende 2017 in die Taiwanische Staatsbildungspartei ein, wurde Parteisprecher und kandidierte im Jahr 2018 erfolglos für den Einzug als Abgeordneter in den Stadtrat von Kaohsiung. Danach unterstützte er eine Bewegung für die Abberufung des Bürgermeisters Han Kuo-yu. Am 11. Januar 2020 nahm Chen an der Wahl zum Legislativ-Yuan teil, siegte im Wahlkreis 2 der Stadt Taichung und zog damit als erster Kandidat seiner Partei in das taiwanische Parlament ein.